# 일본의 은행 목록
아래는 일본의 은행 목록이다.

## 중앙은행
- 일본은행

## 정부 기관
- 일본국제협력은행
- 유초 은행
- 일본우정공사

## 메가뱅크
- 미쓰비시UFJ파이낸셜 그룹
  - 미쓰비시UFJ은행
  - 미쓰비시UFJ신탁은행
- 미쓰이스미토모금융그룹
  - 미쓰이스미토모 은행
- 미즈호 파이낸셜 그룹
  - 미즈호 은행

## 신탁은행
- 미쓰비시UFJ신탁은행
- 미즈호신탁은행 (미즈호 파이낸셜 그룹의 자회사)

## M&A 트리
- 미즈호 파이낸셜 그룹 / 미즈호 은행 / Mizuho Corporate Bank
- 미쓰비시UFJ파이낸셜 그룹 / 미쓰비시UFJ은행
- 미쓰이스미토모 은행
  - 스미토모은행
  - 사쿠라은행

### 파산
- 홋카이도척식은행